# Anthidium aymara
Anthidium aymara là một loài ong trong họ Megachilidae.